# Мирослав Демић
Мирослав Демић (Рашанац, 5. фебруар 1948. — је  професор у пензији Машинског факултета Универзитета у Крагујевцу, научник, аутoр великог броја нaучних рaдoвa и монографија од међународног значаја. 

## Биографија
Рођен је 5. фебруара 1948. у Рашанцу, у општини Петровац на Млави. Основну школу је похађао у месту рођења а Техничку школу у Смедереву. Студирао је на Машинском факултету у Крагујевцу – смер за моторна возила, на коме је дипломирао 1972. године. Магистрирао је 1975. на Машинском факултету у Београду.  Докторску дисертацију под називом Спектрална анализа процеса уобичајених природних активности човека са аспекта осцилаторне удобности и идентификације еквивалентног биодинамичког осцилаторног модела човека одбранио је 1978. на Машинском факултету  у Крагујевцу. Након дипломирања, као стипендиста Фабрике аутомобила у Прибоју, М. Демић се запослио у сектору за развој. Радио је на пословима самосталног конструктора и пројектанта склопова возила ФАП. Почетком 1977. године прелази у Крагујевац у Институт за аутомобиле Застава, где ради на пословима испитивања и истраживања аутомобила. Фокус његових истраживања је осцилаторна удобност путника и динамика код путничких моторних возила. Упоредо са радом у Институту, Демић је ангажован као предавач из области моторних возила на Машинском факултету у Крагујевцу. За доцента је изабран 1979, за ванредног професора  1986, а за редовног  1992. године.   

## Каријера
Професор Демић  је у више мандата био шеф Катедре за моторна возила и моторе на матичном факултету, као и начелник Одељења техничких наука Центра за истраживања САНУ и Универзитета у Крагујевцу. Захваљујући резултатима свог научно-истраживачког рада у области осцилаторне удобности, динамике и оптимизације конструктивних параметара моторних возила, проф. Демић је светски признат стручњак. Активни је члан и експерт ISO TC 08, који ради на дефинисању међународних стандарда из области утицаја вибрације на човека. 
Био је члан редакција часописа (Ергономија, Моторна возила и мотори) и главни и одговорни уредник часописа Застава, а сада је члан редакције међународног часосписа „Mobility and Vehicle Mechanics“ и часописа “Техника” (Машинство). Од 30. јануара 2015. је члан иностране редакције Радови НАМИ Москва.
Мирослав Демић је 1994. изабран за академика Академије транспорта Руске Федерације, а 1997. за акедемика Квалитета Руске федерације. Од 1999. редовни је члан Академије инжењерских наука Србије. Од 2005. до 2008. проф. Демић је активни члан у Њујоршкој академији наука. Члан Научног друштва Србије постаје 2008, а 2011. изабран је за академика Евро-Mедитеранске академије уметности и наука. 
Поред рада на матичном факултету, проф. Демић је био сарадник Института за нуклеарне науке у Винчи (Центар за моторе и возила) и гостујући професор – старији инострани истраживач на Политехници у Торину (2008—2010). Предавао је и на Машинском факултету у Нишу (1989), Грађевинском факултету у Београду и на Војној академији у Београду, докторске студије (2014/2015). 
Објавио је петнаест монографија и преко три стотине научних радова.

## Селективна библиографија

### Монографије
- Simić, Dušan; Demić, Miroslav (1990).  Elastično oslanjanje pogonske grupe  2238732
- Demić, Miroslav (1992). Osnovi teorije guseničnih vozila  512113557
- Demić, Miroslav (1994). Osnovi projektovanja teretnih motornih vozila  82535687
- Demić, Miroslav (1996). Mehanika motocikala  512007829
- Demić, Miroslav (1997). Optimizacija oscilatornih sistema motornih vozila  130223367
- Demić, Miroslav (1999).  Teorija kretanja motornih vozila  149304583
- Demić, Miroslav; Diligenski, Đorđe (2003) Teorijske osnove projektovanja autobusa {COBISS|ID=104559372}}
- Demić, Miroslav (2004). Projektovanje putničkih automobila  115462156
- Demić, Miroslav (2004).  Teorija kretanja motornih vozila (prevod na grčki). Atina
- Демић, Мирослав (2006).  Динамичке побуде аутомобила  127570700
- Демић, Мирослав (2006).  Сателитско праћење возила  131659276
- Демић, Мирослав (2008). Кибернетски систем човек-возило-окружење  147830028
- Демић, Мирослав; Лукић, Јованка (2011). Теорија кретања моторних возила : монографија  {{COBISS|ID=}181380364}
- Демић, Мирослав (2011). Научне методе и технички развој  183637516
- Демић, Мирослав (2012) Теоријске основе аутоматизованог пројектовања моторних возила  191050764

### Чланци и други саставни делови
- Demić, Miroslav; Miloradović, Danijela; Glisović, Jasna (2012). „A Contribution to Research of Vibrational Loads of the Vehicle Steering System's Tie-Rod in Characteristic Exploitation Conditions”. Journal of Low Frequency Noise, Vibration and Active Control. 31 (2): 105—122. Bibcode:2012JLFNV..31..105D. S2CID 109504340. doi:10.1260/0263-0923.31.2.105.
- Demić, Miroslav; Miloradović, Danijela; Glisović, Jasna (2012). „A Contribution to Research of Vibrational Loads of the Vehicle Steering System's Tie-Rod in Characteristic Exploitation Conditions”. Journal of Low Frequency Noise, Vibration and Active Control. 31 (2): 105—122. Bibcode:2012JLFNV..31..105D. S2CID 109504340. doi:10.1260/0263-0923.31.2.105.
- Demić, M. (1990). „A Contribution to the Optimization of the Characteristics of Elasto-damping Elements of Passenger Cars”. Vehicle System Dynamics. 19: 3—18. doi:10.1080/00423119008968931.
- Identification of vibration parameters for motor vehicles  / Demić, M.  // Vehicle System Dynamics. - Vol. 27, No.2, pp. 65-88, 1997
- A contribution to optimizing the power train suspension  / Demić, M., Lukić, J.  // Journal of Low Frequency Noise and Vibration. - Vol.17, No.4, pp. 181-189, 1998
- Human Body Under Two-Directional Random Vibration / Demić, M., Lukić, J.  // Journal of Low Frequency Noise, Vibration and Active Control. - Vol. -, No.-, pp. 1-8, ISSN -, 2009
- Investigation of the transmission of fore and aft vibration trugh the human body / Demić, M., Lukić, J. // Applied Ergonomics . - ISSN 0003-6870. – ХХХ Vol.
- Demić, M.; Diligenski, D.; Demić, M.; Demić, I. (2010). „New design of a road profiler”. Int. J. Of Automotive Technology. 11 (6): 801—808. doi:10.1007/s12239-010-0095-0.
- А contribution to Shock Absorber Modelling and Analysis of their Influence on Vehicle Ride Characteristics / Miroslav Demić Giovanni Belingardi  // Journal of Middle European Construction and Design of Cars (MECCA) . - ISSN 1214-0821. - Vol. 9, No.1, pp. 6-17
- Modelling of the behavior of vehicle driver as optimal controller  /  Demić, M., Diligenski, Đ., Demić, M., Demić, I // Metalurgia International . - ISSN 1582-2214. - Vol. 18, No.6, pp. 194-204
- Contribution to identification of mechanical characteristics of passenger motor vehicles drum brakes  / Demić, M., Glišović, J., Miloradović, D. Lukić, J. // Tehnički vijesnik . - ISSN 1330-3651. - Vol. 20, No.1, pp. 9-20

### Уџбеници
- Основи теорије гусеничних возила, уџбеник, Технички факултет у Чачку, 1992,
- Основи пројектовања теретних моторних возила, уџбеник, Машински факултет у Крагујевцу, 1994,
- Основи пројектовања теретних моторних возила, Машински факултет у Крагујевцу, 1994.

### Уредник
Часопис Застава

### Докторска дисертација
Spektralna analiza procesa uobičajenih prirodnih aktivnosti čoveka sa aspekta oscilatorne udobnosti i identifikacije ekvivalentnog biodinamičkog oscilatornog modela čoveka : doktorska disertacija / Demić Miroslav. - Kragujevac : [M. Demić], 1978. COBISS.SR-ID 516986517